# Madagasgavrana albipes
Madagasgavrana albipes là một loài tò vò trong họ Ichneumonidae.